# Filip Grgić
Filip Grgić, né le 25 octobre 1989 est un taekwondoïste croate.

## Palmarès

### Championnats du monde
- Médaille d'or des -63 kg du Championnat du monde 2007 à Pékin, (Chine)

### Championnats d'Europe
- Médaille d'argent des -68 kg du Championnat d'Europe 2012  à Manchester, (Royaume-Uni)
- Médaille d'argent des -68 kg du Championnat d'Europe 2010  à Saint-Pétersbourg, (Russie)

### Championnats d'Europe pour catégories olympiques
- Médaille d'argent en 2015 à Naltchik (Russie), en catégorie des moins de 68 kg.